# قانون بويز بالوت

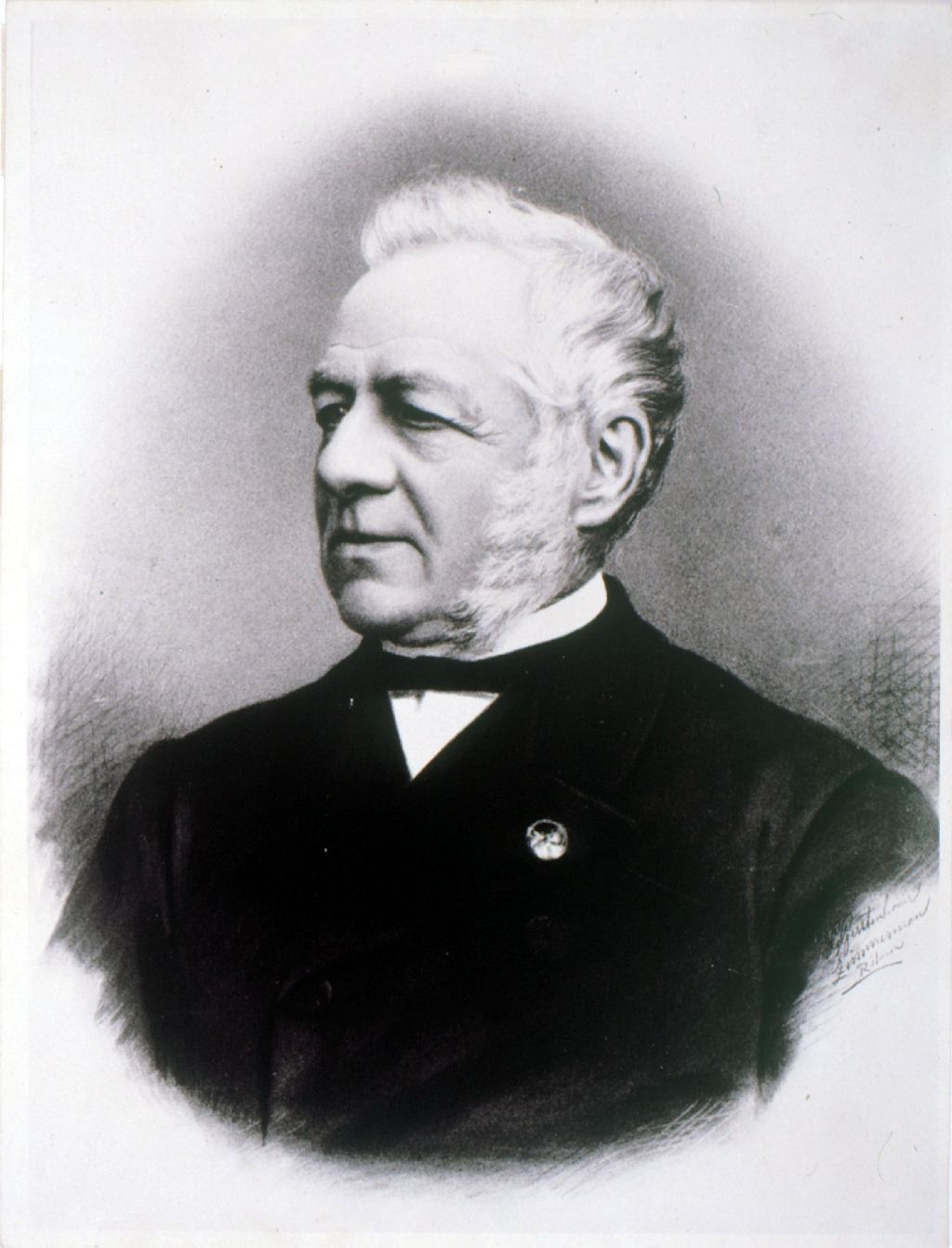

قانون بويز بالوت هو قانون وضعه في عام 1857م بويز بالوت (C. H. D. BUYS Ballot) من بلدة أوترخت بهولندا، وينص هذا القانون على: "إذا وقف راصد وظهره إلى الرياح فإن الضغط  المنخفض يكون إلى يساره في نصف الكرة الشمالي، وإلى يمينه في نصف الكرة الجنوبي"، وهذا بالطبع ناتج من تأثير قوة كوروليوس على حركة الأجسام المتحركة فوق سطح الارض، فالهواء يتحرك في نصف الكرة الشمالي حول مناطق الضغط المنخفض بعكس حركة عقارب الساعة، وحول مناطق الضغط المرتفع باتجاه موافق لاتجاه حركة عقارب الساعة، وعكس ذلك في نصف الكرة الجنوبي.